# Heterogonium gurupahense
Heterogonium gurupahense är en ormbunkeart som först beskrevs av Carl Frederik Albert Christensen, Kjellb. och C. Chr., och fick sitt nu gällande namn av Holtt. Heterogonium gurupahense ingår i släktet Heterogonium och familjen Tectariaceae. Inga underarter finns listade.